# 江礼银
江礼银（1933年—1993年），曾名江辉，福建闽侯县人。中华人民共和国政治人物。
文化大革命期间起家，担任福建省革命委员会委员、中共福建省委常委、省委书记。后开除党籍。曾任中共第九、十、十一届中央委员。